# Штольце, Фридрих
Фридрих Штольце (нем. Friedrich Stoltze; 1816—1891) — немецкий поэт, писатель

, издатель и редактор.

## Биография
Фридрих Штольце родился 21 ноября 1816 года в городе Франкфурте-на-Майне.

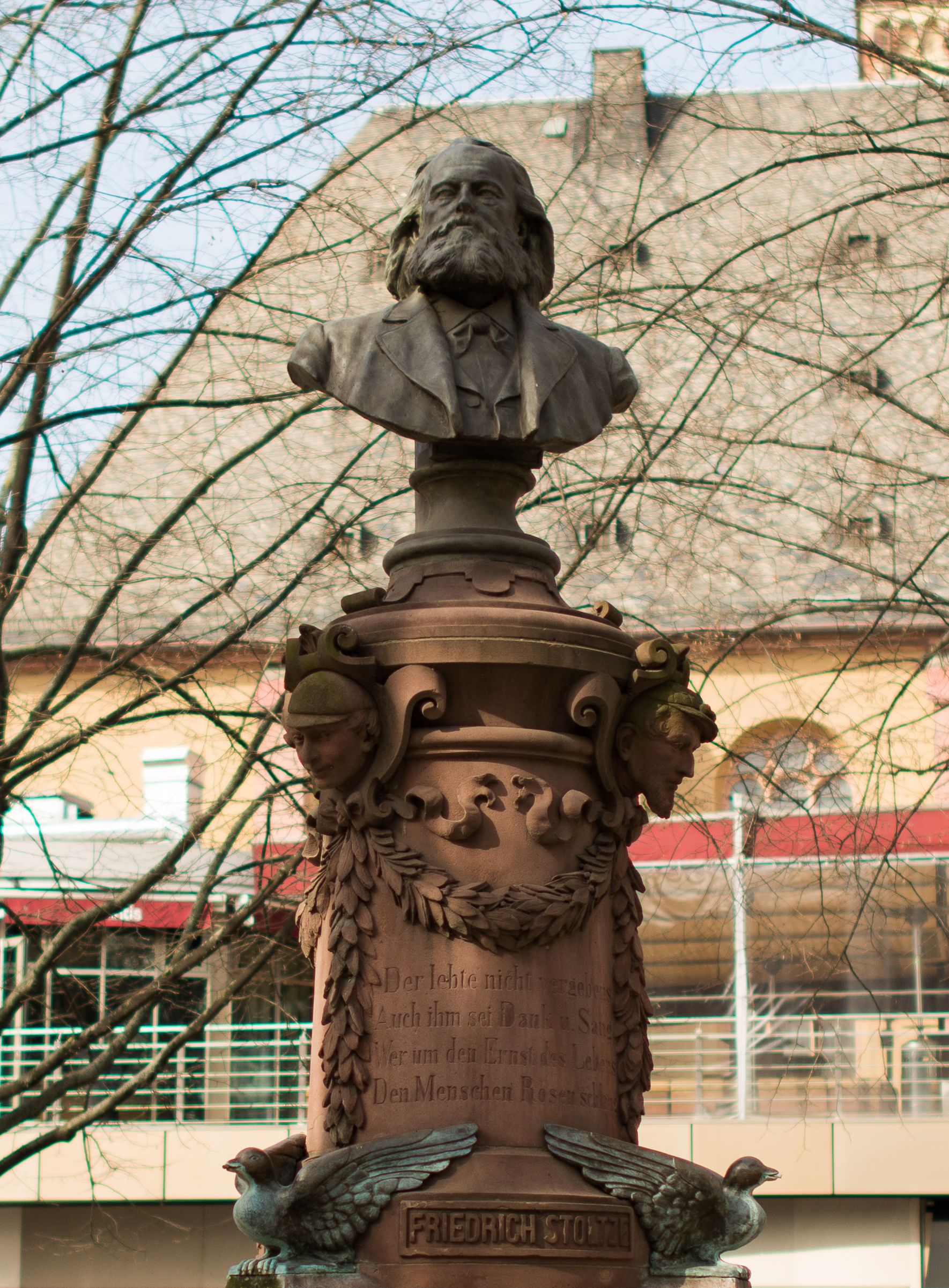
Памятник Штольце в родном городе

После деятельного участия в революционном движении 1848 года основал во Франкфурте газету «Frankfurter Krebbelzeitung» (1852—1856 гг., на местном диалекте), затем «Frankfurter Latern», запрещенную в 1866 году. Так как в опасности была и его личная свобода, то он бежал в Штутгарт, затем в Швейцарию. 
Возвратившись после амнистии в родной город, он с 1872 года до смерти руководил своей газетой. 
Отдельными изданиями из его произведений вышли следующие: «Skizzen a. d. Pfalz» (1849); «Gedichte» (1855); «Gedichte in Frankfurter Mundart» (1864—71); «Kleine Schriften» (1860); «Schwarz-Weiss-Braun» (1868); «Vermischte Gedichte» (1871); «Gesammelle Gedichte» (1872); «Novellen u. Erzählungen in Frankfurter Mundart» (1880—85); «Gesammelte Werke» (1892); «Vermischte Schriften» (1896).
Живя во Франкфурте-на-Майне, он сблизился с некоторыми евреями, поэтому в произведениях Штольце часто попадаются еврейские анекдоты, и тип еврея в его стихотворениях и рассказах — обычное явление. Вместе с тем, Штольце относился к евреям вполне объективно; согласно «Еврейской энциклопедии Брокгауза и Ефрона» его шутки по адресу евреев «безобидны и не содержат ничего антисемитского».
Фридрих Штольце умер в родном городе 28 марта 1891 года; позднее ему был установлен памятник.